# Ferdinand von Piloty
Ferdinand von Piloty, född den 9 oktober 1828 i München, död där den 21 december 1895, var en tysk målare, son till Ferdinand Piloty, bror till Carl von Piloty.
von Piloty målade historietavlor al fresco och i olja i gamla nationalmuseet i München, i  Maximilianeum, i Landsberg am Lech, gjorde teckningar till Shakespeare- och Schillergallerie med mera. Kapucinpredikan på en gata i Rom finns i Nya pinakoteket.